# Tratturo Foggia-Campolato
Il tratturo Foggia-Campolato è tra i tratturi riportati nella Carta dei tratturi, tratturelli, bracci e riposi del Commissariato per la reintegra dei tratturi di Foggia, anche se figura tra quelli non reintegrati.

## Geografia
Il tracciato del tratturo è interamente contenuto all'interno della Provincia di Foggia.

## Percorso
I territori comunali attraversati dal tratturo sono:
- Puglia
  - Provincia di Foggia
    - Foggia, San Marco in Lamis, San Giovanni Rotondo, Manfredonia